# 德金
德金（法語：Joseph de Guignes，1721年10月19日—1800年3月19日），又译为德经、歧尼等，法国东方学家、汉学家，其子小德金亦为汉学家。
德金出生于法国蓬图瓦兹。他曾跟随福赫芒学习东方语言，1745年成为王家图书馆翻译。1748年出版了《匈人、土耳其人起源的历史记忆》（Mémoire historique sur l'origine des Huns et des Turcs）一书，并因此于1752年成为英国皇家学会会员。1754年又成为法兰西文学院院士。此后于1756年至1758年间出版了三卷本《匈奴、土耳其、蒙古和其它鞑靼诸国通史》（Histoire générale des Huns, des Mongoles, des Turcs et des autres Tartares occidentaux）。1757年成为法兰西公学院叙利亚语教授。1800年在巴黎逝世。
他是最早提出曾侵略罗马帝国的匈人就是中国记载中的匈奴人的学者。另外，他还认为中国原先是埃及的殖民地，并指出埃及圣书体与汉字有关，不过这一说法引起了很大的争议。虽然现在这一观点被认为是不正确的，但在研究中他第一个发现了圣书体王名圈（cartouche）中包含着王名的事实。